# Harpactea aeruginosa
Harpactea aeruginosa este o specie de păianjeni din genul Harpactea, familia Dysderidae, descrisă de Barrientos, Espuny și Ascaso, 1994.
Este endemică în Spania. Conform Catalogue of Life specia Harpactea aeruginosa nu are subspecii cunoscute.